# الصلوات (بعدان)

تعديل مصدري - تعديل

الصلوات محلة تابعة لقرية المريس، التابعة لعزلة الحرث بمديرية بعدان إحدى مديريات محافظة إب في الجمهورية اليمنية، بلغ تعداد سكانها 174 حسب تعداد اليمن لعام 2004.